# Ituren
Ituren es una villa y un municipio español de la Comunidad Foral de Navarra situado en la merindad de Pamplona, en la comarca del Alto Bidasoa, en el Valle de Malerreka y a 56,5 km de la capital de la comunidad, Pamplona. Su población en 2024 fue de 526 habitantes (INE). Sus habitantes están distribuidos entre la villa de Ituen y  tres barrios o caseríos diseminados: Ituren, Aurtiz, Lasaga y Ameztia.
La localidad se compenetra con su vecina Zubieta a la hora de celebrar el carnaval en que los joaldunak salen con sus cencerros y sus hisopos de crin de caballo para ahuyentar a los malos espíritus.

## Símbolos

### Escudo
El escudo de armas de la villa de Ituren tiene el siguiente blasón:

Trae de azur y la imagen de San Martín sobre un caballo blanco, con peto de acero y casco empenachado, partiendo su capa roja con un mendigo cojo, apoyado en su muleta. Detrás del mendigo un árbol de sinople y en el cantón siniestro del jefe, sobre el árbol, un lucero de ocho puntas de oro.

Este blasón aparece en un documento del año 1642 y en una labra de piedra de la fachada de su ayuntamiento, aunque en sus sellos oficiales sólo aparece a partir del año 1840, San Martín a caballo, sin el mendigo, árbol y lucero. Antiguamente usó la villa un escudo con un árbol y un jabalí atravesado a su tronco.

## Geografía
La localidad está situada en el norte de La Comunidad Foral de Navarra, bajo el monte Mendaur (Ermita de la Trinidad de Mendaur) a 156 m s. n. m. de altitud. Su término municipal tiene 15 km² y limita al norte con Aranaz y los Montes de Bidasoa y Berroarán, al este con Elgorriaga y Santesteban, al sur con Oiz y Urroz de Santesteban y al oeste con Zubieta.

## Demografía
Ituren cuenta con una población de 526 habitantes (INE 2024).
| Gráfica de evolución demográfica de Ituren entre 1842 y 2021                                                        |
| |
| Población de derecho según los censos de población del INE Población de hecho según los censos de población del INE |

### Núcleos de población
El municipio se divide en las siguientes entidades de población, según el nomenclátor de población publicado por el INE (Instituto Nacional de Estadística). Los datos de población se refieren a 2014.
| Entidad de Población | Población (2014) |
| -------------------- | ---------------- |
| Aurtiz               | 134              |
| Ituren               | 308              |
| Lasaga               | 60               |
| Ameztia              | 23               |

## Administración y política
| Partido político               | 2015  | 2015       | 2011  | 2011       | 2007  | 2007       | 2003  | 2003       | 1999  | 1999       | 1995  | 1995       |
| Partido político               | %     | Concejales | %     | Concejales | %     | Concejales | %     | Concejales | %     | Concejales | %     | Concejales |
| Euskal Herria Bildu (EH Bildu) | 89,91 | 7          | 86,81 | 7          | —     | —          | —     | —          | —     | —          | —     | —          |
| Eusko Alkartasuna (EA)         | —     | —          | —     | —          | 71,96 | 7          | 90,39 | 7          | 62,34 | 5          | 64,91 | 5          |
| Euskal Herritarrok (EH)        | —     | —          | —     | —          | —     | —          | —     | —          | 36,39 | 2          | —     | —          |
| Herri Batasuna (HB)            | —     | —          | —     | —          | —     | —          | —     | —          | —     | —          | 34,08 | 2          |

## Monumentos
Abundan las casonas de los siglos XVII, XVIII y XIX, que en algún caso conservan vestigios góticos.
- Iglesia de San Martín de Tours.
- Palacio de Sagardía.
- Ermita de San Joaquín y Santa Ana, en la falda del Mendaur.
- Ermita del Trinidad en la cumbre del Mendaur.